# Gheorghe Florescu
Gheorghe Florescu (n. 20 mai 1879 – d. 1955) a fost un general român.
Ofițer de artilerie, Gheorghe Florescu a fost comandant de regiment și brigadă de artilerie, de divizie și de armată. A fost un erudit, cunoscând limbile franceză, italiană și germană.
La Cluj s-a implicat în multe acțiuni culturale. În 1936, la 21 mai, de Ziua Eroilor, a înălțat pe catarg steagul reconstituit al lui Mihai Viteazul, la 335 de ani de la realizarea primei uniri a românilor.

## Studii militare
Școala de Ofițeri de Artilerie, Geniu și Marină (1898-1900), Școala de Aplicație de Artilerie (1901-1903), Școala Superioară de Război (1909-1911).

## Grade militare
Grade: sublocotenent - 01.07.1900, locotenent - 10.05.1904, căpitan - 10.05.1910, maior - 01.04.1916, locotenent-colonel - 01.04.1917, colonel - 01.04.1919, general de brigadă - 25.03.1928, general de divizie - 11.12.1934.

## Funcții militare
- 1900 - 1904 - diverse funcții în Regimentul 12 Artilerie,
- 1904 - 1909 - Regimentul 3 Artilerie,
- 1911 - 1916 - Regimentele 17, 12, 18, 1, 13 Artilerie;
- 1916 - 1920 - funcții în Divizia 14 Infanterie;
- 1920 - 1921 - Șef de Stat Major al Corpului 4 Armată;
- 1921 - 1926 - Comandant al Regimentului 24 Artilerie;
- 1926 - 1928 - Comandant al Regimentului 4 Artilerie,
- 1928 - 1931 - Comandant al Brigăzii 7 Artilerie;
- 1931 - 1934 - Comandant al Diviziei 7 Infanterie;
- 3 mai 1935 - 1 noiembrie 1937 - Comandant al Corpului 6 Armată;
- 1937 - 1938 - Comandant al Inspectoratului General de Armată;
- 23 martie 1939 - 2 iunie 1940 - Comandant al Armatei 1 Cluj.
- 1940 - Comandantul Grupului de Armate Vest.

## Decorații
- Ordinul „Steaua României” clasa I-a (8 iunie 1940)[2]